# Bilarab bin Haytham Al Sa'id
Bilarab bin Haytham Al Sa'id (in arabo بلعرب بن هيثم بن طارق آل سعيد; Mascate, 10 gennaio 1995) è un principe omanita.

## Biografia

### Nascita ed educazione
Il sayyid Bilarab è nato a Mascate il 10 gennaio 1995, secondogenito dell'attuale sultano, Haytham, e di Ahad bint Abdullah. Ha conseguito un Bachelor of Architecture Honours, presso il Central Saint Martins di Londra.

### Attività
Nel 2022 ha lanciato il Bilarab bin Haitham Award for Architectural Design, nell'ambito del progetto Oman Vision 2040. Il premio è destinato annualmente ai giovani che contribuiscano a conferire all'Oman uno stile architettonico innovativo, tenendo conto delle esigenze di ogni località.

### Matrimonio e discendenza
Bilarab si è sposato a Palazzo Al Alam il 15 giugno 2021 e ha un figlio. Il nome della moglie non è stato ancora reso pubblico.
- Sayyid Haitham bin Bilarab Al Said (nato nel dicembre 2023).

## Titoli e trattamento
- 10 gennaio 1995 - attuale: Sua Altezza, il sayyid Bilarab bin Haytham Al Sa'id.

## Albero genealogico
|                                   |                                   |                                  | Genitori            |  |  | Nonni            |  |  | Bisnonni          |  |
|                                   |                                   |                                  |                     |  |  | Tariq bin Taymur |  |  | Taymur bin Faysal |  |
|                                   |                                   |                                  |                     |  |  | Tariq bin Taymur |  |  | Taymur bin Faysal |  |
|                                   |                                   | Kamila Khanum                    |                     |  |  | Tariq bin Taymur |  |  |                   |  |
| Haytham bin Tariq                 |                                   |                                  |                     |  |  | Tariq bin Taymur |  |  |                   |  |
|                                   |                                   | Shawana bint Hamud Al-Busaidiyah | Hamud Al-Busaidiyah |  |  |                  |  |  |                   |  |
|                                   |                                   | Shawana bint Hamud Al-Busaidiyah | Hamud Al-Busaidiyah |  |  |                  |  |  |                   |  |
|                                   |                                   | Shawana bint Hamud Al-Busaidiyah | …                   |  |  |                  |  |  |                   |  |
| Bilarab bin Haytham               |                                   | Shawana bint Hamud Al-Busaidiyah |                     |  |  |                  |  |  |                   |  |
|                                   | Abd Allah bin Hamad Al Busaidiyah | Hamad Al Busaidiyah              |                     |  |  |                  |  |  |                   |  |
|                                   | Abd Allah bin Hamad Al Busaidiyah | Hamad Al Busaidiyah              |                     |  |  |                  |  |  |                   |  |
|                                   | Abd Allah bin Hamad Al Busaidiyah | …                                |                     |  |  |                  |  |  |                   |  |
| Ahad bint Abd Allah Al Busaidiyah | Abd Allah bin Hamad Al Busaidiyah |                                  |                     |  |  |                  |  |  |                   |  |
|                                   |                                   | …                                | …                   |  |  |                  |  |  |                   |  |
|                                   |                                   | …                                | …                   |  |  |                  |  |  |                   |  |
|                                   |                                   | …                                | …                   |  |  |                  |  |  |                   |  |
|                                   |                                   | …                                |                     |  |  |                  |  |  |                   |  |